# Všichni prezidentovi muži
Všichni prezidentovi muži (v anglickém originále All the President's Men) jsou americké filmové drama z roku 1976 režiséra Alana Pakuly s Dustinem Hoffmanem a Robertem Redfordem v hlavní roli. Snímek byl natočen podle skutečné události, jíž byla Aféra Watergate. Scénář napsal William Goldman na základě stejnojmenné knihy Carla Bernsteina a Boba Woodwarda.
Film byl nominován celkem v osmi kategoriích na cenu Americké filmové akademie Oscar, z nichž získal tři.
Děj filmu popisuje dramatickou práci amerických reportérů Carla Bernsteina a Boba Woodwarda z deníku Washington Post, kterým se podařilo za pomoci tajemného informátora z podzemních garáží odhalit podstatu aféry, jež v konečném důsledku vedla k rezignaci Richarda Nixona na funkci prezidenta USA.
Film vypráví o lidské trpělivosti, pracovitosti, důslednosti, pečlivosti i odvaze, kdy oba reportéři celý příběh postupně sestavují z desítek či stovek různých drobných faktů i přes nepochopení, strach, politické tlaky, jakož i nedůvěru jednotlivých svědků. Třetí hlavní postavou snímku je šéfredaktor listu Ben Bradlee (jeho představitel herec Jason Robarts za ni obdržel Oscara za jako nejlepší herec ve vedlejší roli), který oba reportéry podporuje, fandí jim a čelí politickým tlakům.

## Základní údaje
- Scénář: William Goldman (podle svého stejnojmenného románu - oceněn byl Oscarem)
- Kamera: Gordon Willis
- Hudba: David Shire
- Střih: Robert L. Wolfe
- Produkce: Walter Coblenz
- Výroba: Warner Bros
- Prodej práv: Hollywood Classics

## Hrají
| Herec             | Role                       |
| ----------------- | -------------------------- |
| Dustin Hoffman    | Carl Bernstein             |
| Robert Redford    | Bob Woodward               |
| Jack Warden       | Harry M. Rosenfeld         |
| Martin Balsam     | Howard Simons              |
| Hal Holbrook      | Deep Throat (W. Mark Felt) |
| Jason Robards     | Ben Bradlee                |
| Jane Alexander    | Judy Hoback                |
| Meredith Baxter   | Debbie Sloan               |
| Ned Beatty        | Martin Dardis              |
| Stephen Collins   | Hugh W. Sloan, Jr.         |
| Penny Fuller      | Sally Aiken                |
| Robert Walden     | Donald Segretti            |
| Frank Wills       | Himself                    |
| F. Murray Abraham | Sgt. Paul Leeper           |
| David Arkin       | Eugene Bachinski           |
| Henry Calvert     | Bernard Barker             |
| Dominic Chianese  | Eugenio Martínez           |
| Nate Esformes     | Virgilio González          |
| Ron Hale          | Frank Sturgis              |
| Richard Herd      | James W. McCord Jr.        |